# هارولد فورستر
هارولد فورستر (بالإنجليزية: Harold Forster)‏ (14 نوفمبر 1878 بونشستر في المملكة المتحدة - 29 مايو 1918 في فرنسا) هو عسكري ولاعب كريكت بريطاني (وحمل سابقاً جنسية المملكة المتحدة لبريطانيا العظمى وأيرلندا). لعب مع نادي مقاطعة هامبشاير للكريكت ‏.

## وصلات خارجية
- هارولد فورستر على موقع إي آس بي آن كريك إنفو (الإنجليزية)